# Église Santa Maria dei Carmini
L'église Santa Maria dei Carmini (ou Santa Maria del Carmelo) est une église catholique de Venise, en Italie. Elle est située dans le quartier de Dorsoduro.

## Historique
Eglise et couvent, construits au XIIIe siècle par des carmélites chaussés, bien que dédiés à Santa Maria Assunta, ont été communément connus sous le nom de Santa Maria del Carmine.
L'église, consacrée en 1348, a été restaurée plusieurs fois; la dernière fois au XVIIe siècle, pendant lequel a également été refait le couvent. Le campanile est dû à l'architecte Giuseppe Sardi (it) (1624-1699).
La propriété fut reversée à l’État le 25 juin 1806, et la communauté concentrée dans le couvent éponyme à Padoue.
L'église est devenue une paroisse mais a continué à être officiée par des Carmélites jusqu'en 1810, lorsqu'ils furent abolis définitivement.

## Localisation
La façade donne sur le Campo dei Carmini sur le bord du Rio de Santa Margarita. Le flanc nord-est face à la Scuola Grande dei Carmini  donne sur la Calle delle Pazienze où l'on trouve une entrée latérale. Son flanc Sud-Ouest est limité par l'ancien cloître des carmes devenu aujourd'hui le Liceo Artistico (Comune di Venezia).

## Extérieur
La façade est de style Renaissance avec trois pignons curvilignes, attribuées à Sebastiano de Lugano (1507-1514). Au-dessus du fronton plusieurs statues sont érigées : le Rédempteur, l'archange Gabriel, la Vierge et les Saints Elie et Élisée, attribuées à Giovanni Buora. Au-dessus de la porte, dans une niche une statue du XVIIe siècle de la Vierge et l'Enfant. Sur le côté gauche de l'édifice, donnant sur la calle delle scuola il y a un portail avec un porche du XIVe siècle orné de palmiers, de patères et carreaux de style vénitien-byzantin.

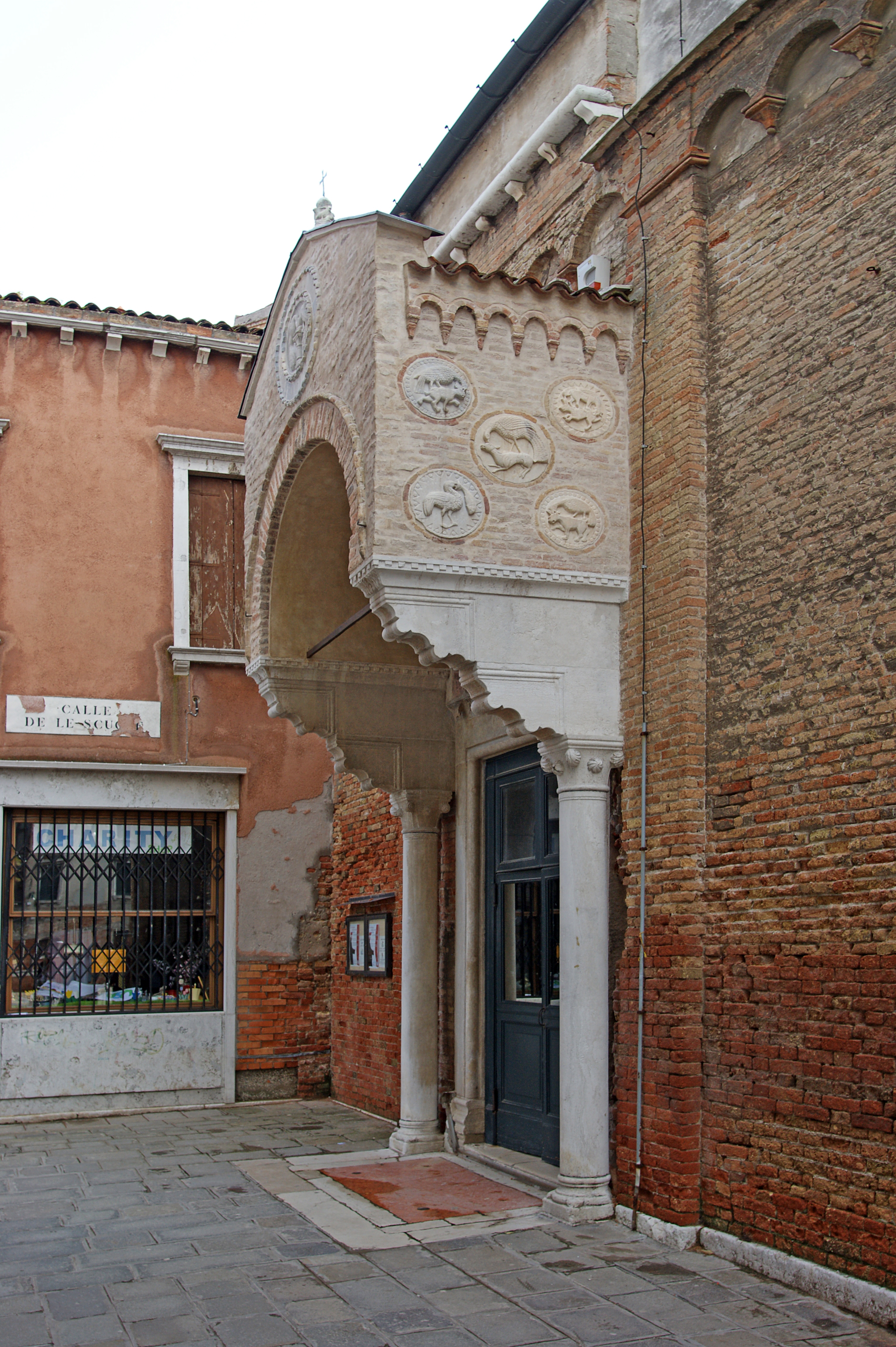
Porte latérale (restaurée en 2009).
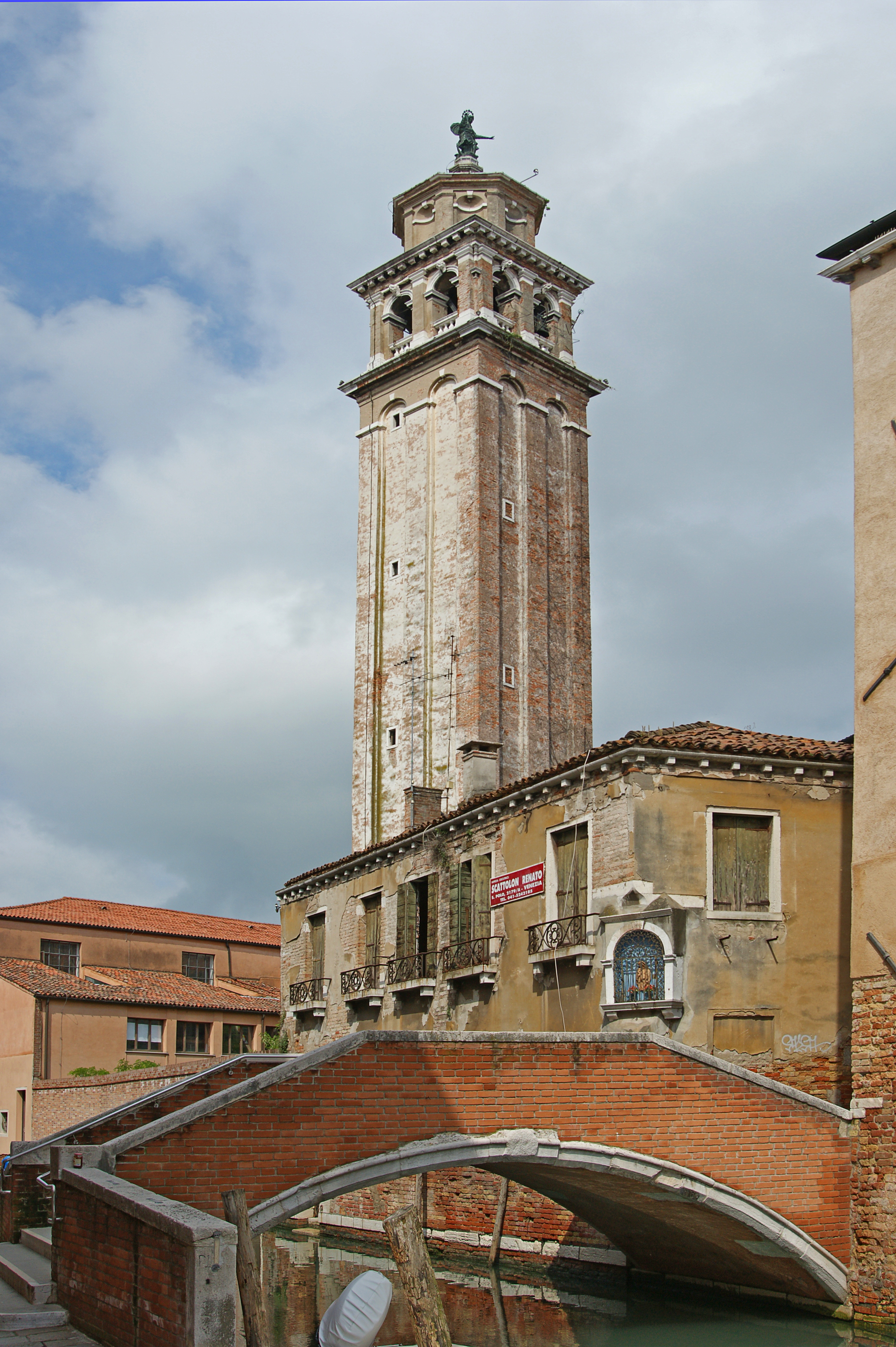
Campanile de Giuseppe Sardi.

## Intérieur
La contre-façade
Elle montre le monument funéraire réalisé par Francesco Contin, dédié à Jacopo Foscarini, procureur de San Marco et amiral de la flotte vénitienne. La famille Foscarini habitait dans le palais face à l'église.

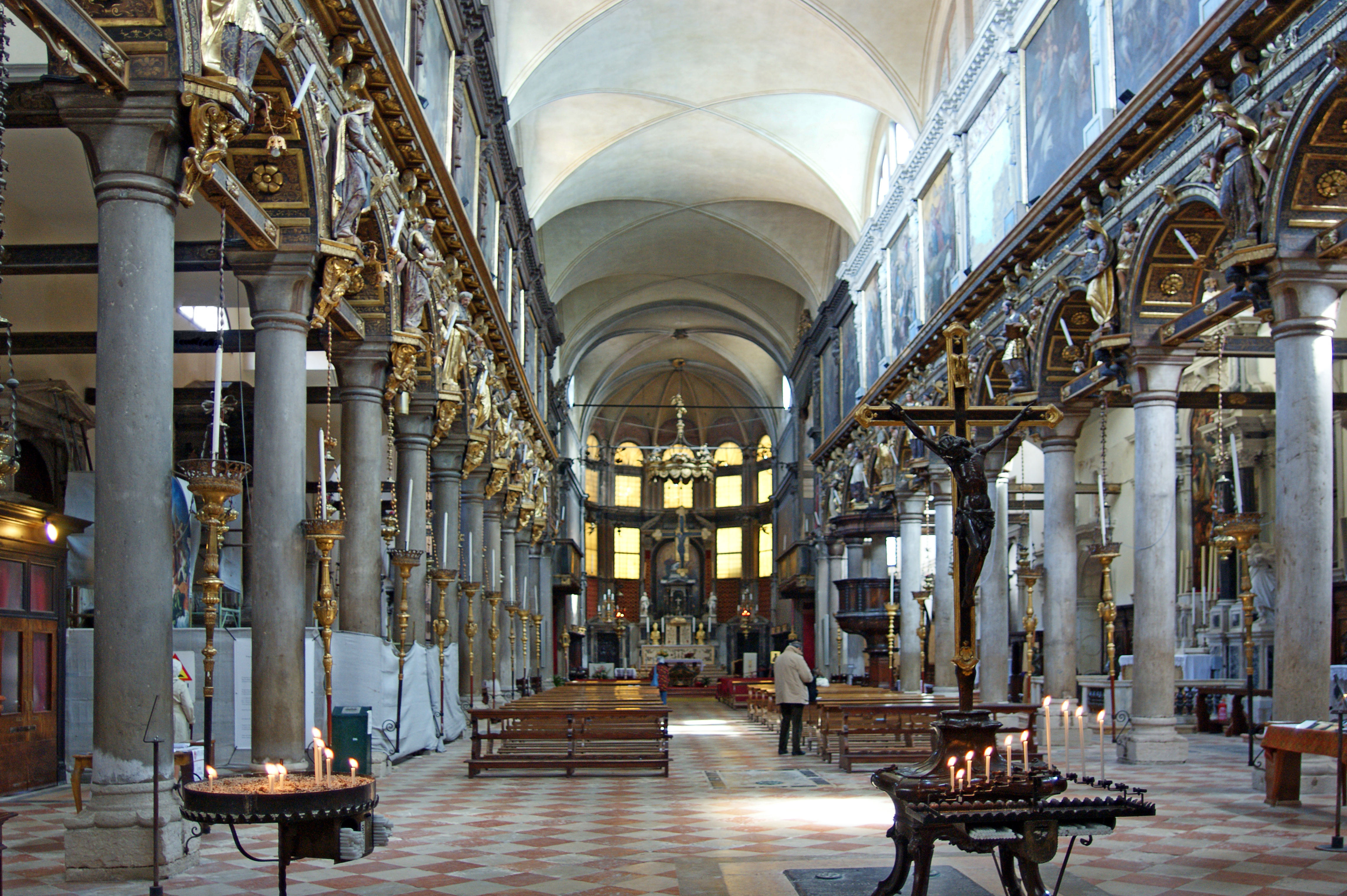
Vue générale de l'intérieur
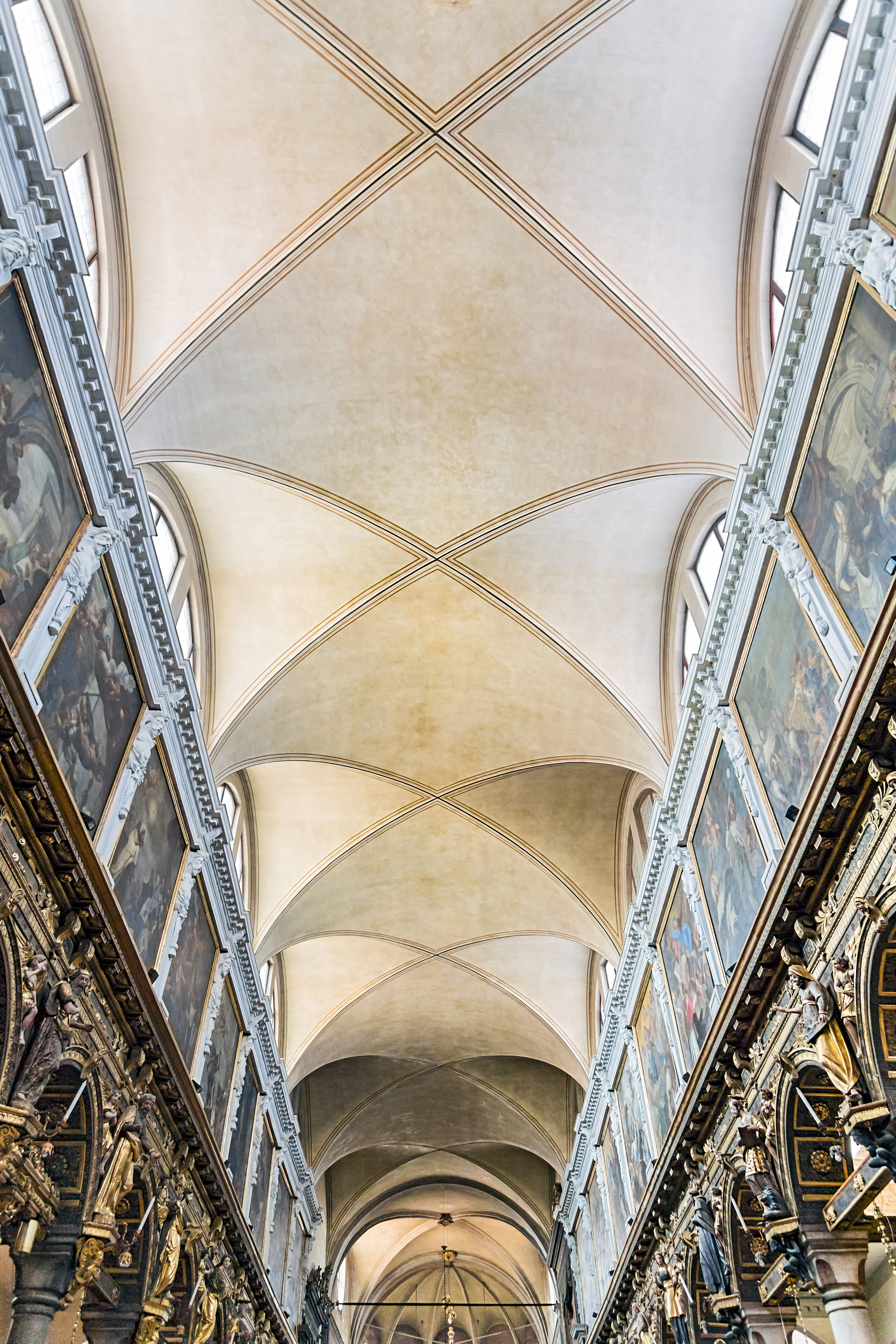
La croisée d'ogives
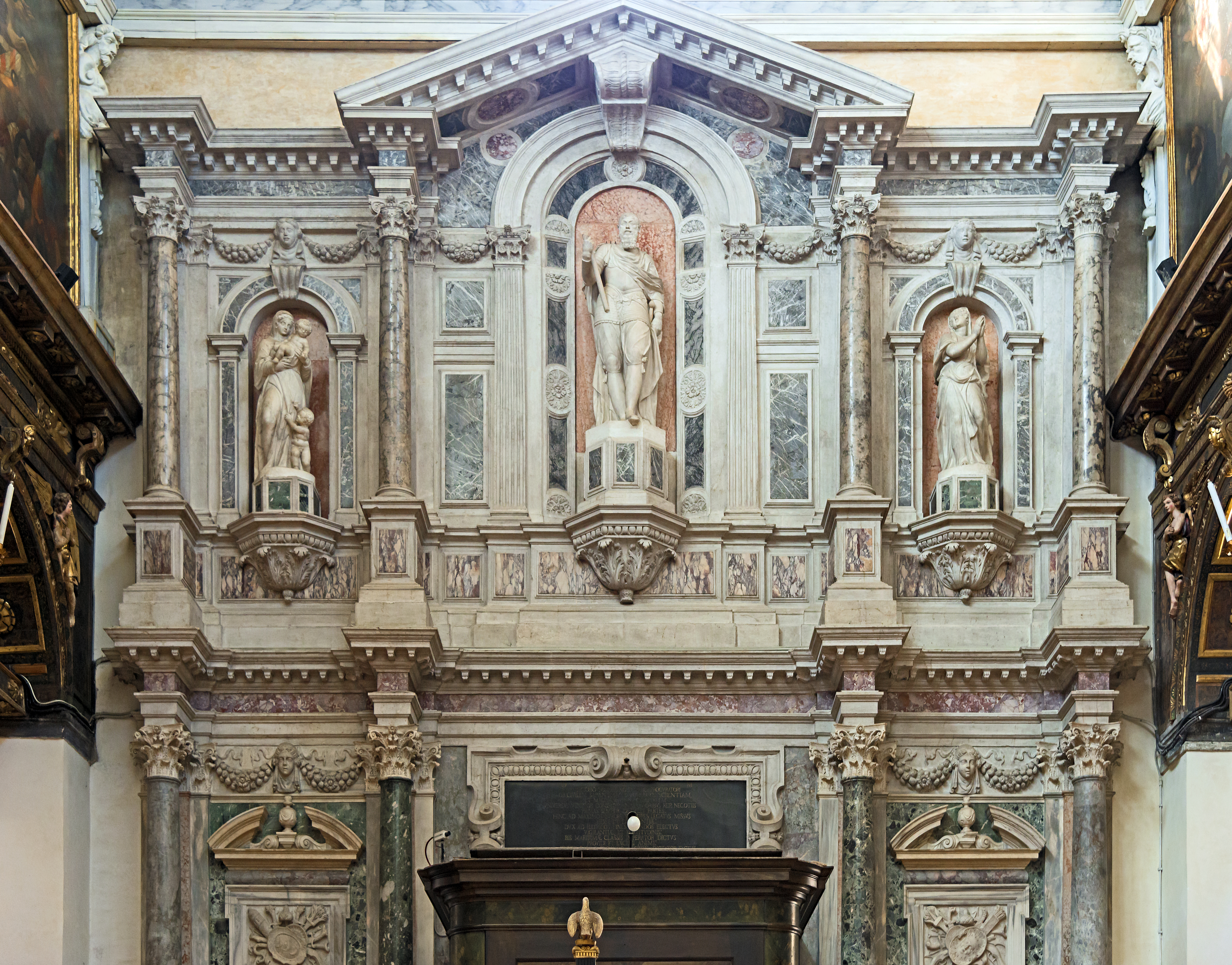
Monument funéraire de Jacopo Foscarini

### Partie gauche de la nef
La tombe de Giuseppe Sardi
Architecte vénitien (1624–1699) auteur de nombreuses églises et monuments dont Santa Maria dei Carmini. il partage son sépulcre avec son fils Aton Giacomo médecin.
La première chapelle
Dédiée à saint Nicolas. Le tableau du retable devant la tombe de Sardi montre saint Nicolas en gloire par Lorenzo Lotto peint en 1527-29, dont Giorgio Vasari en fit l'éloge.
La deuxième chapelle
Dédiée à saint Antoine de Padoue. Le tableau du retable Saint Antoine de Padoue et l'enfant Jésus est dû au peintre Venitien Lattanzio Querena. De part et d'autre deux statues en marbre de Tommaso Rues : Elie et Élisée.
Dernière chapelle
Dédiée à Albert de Trapani, le tableau du retable le représente, œuvre de Pietro Liberi.

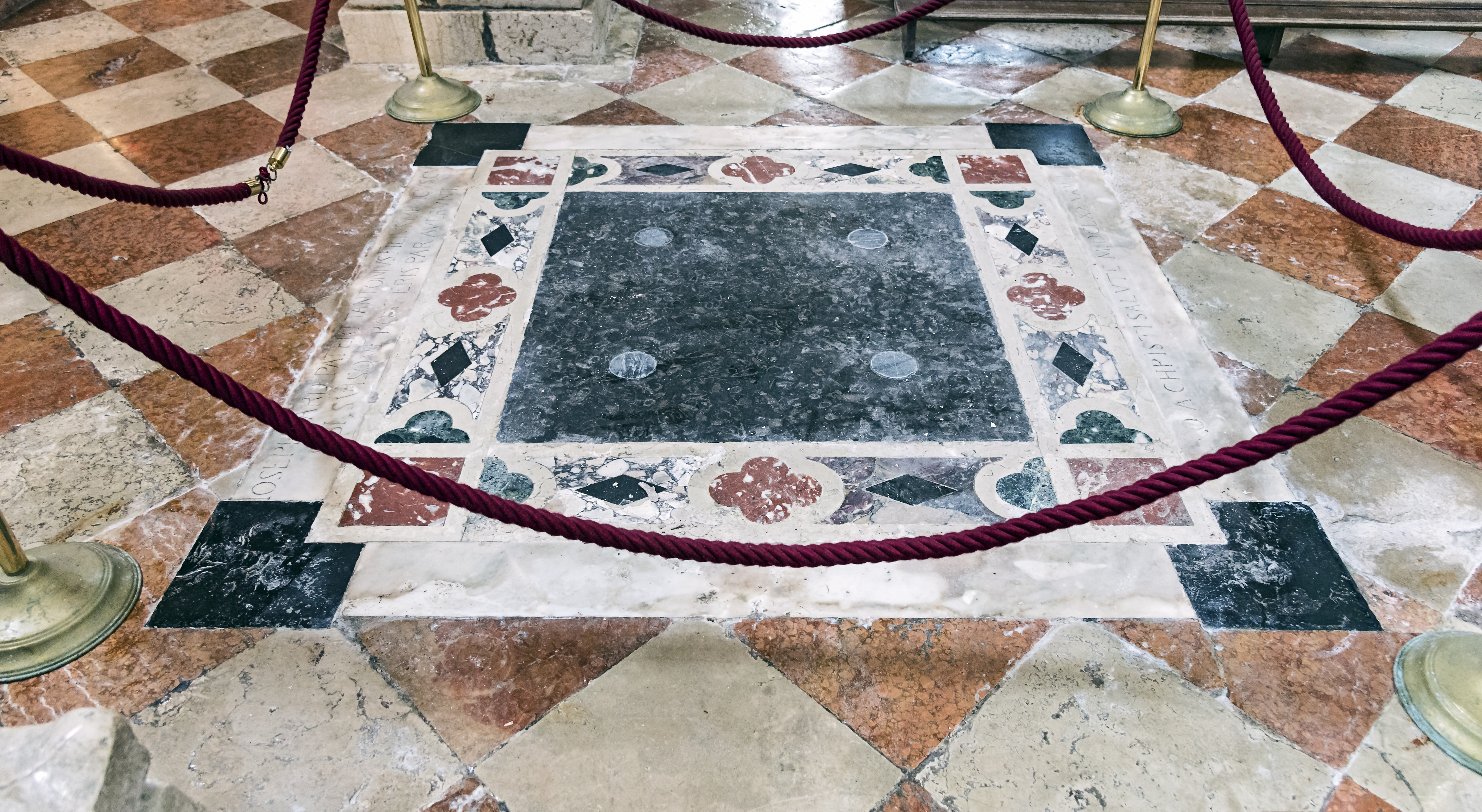
Tombe de Giuseppe Sardi
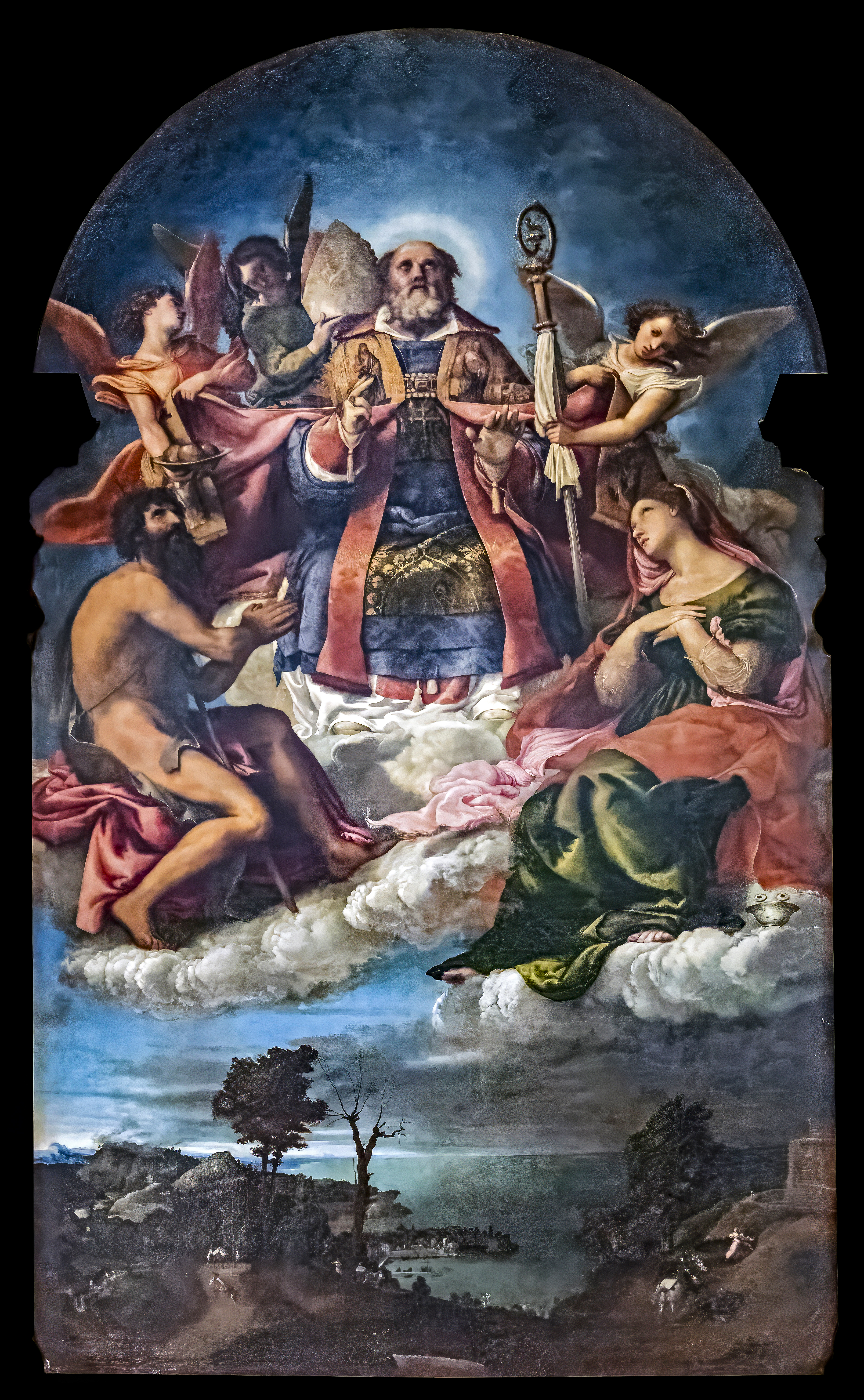
Lorenzo Lotto, "San Nicola in gloria".
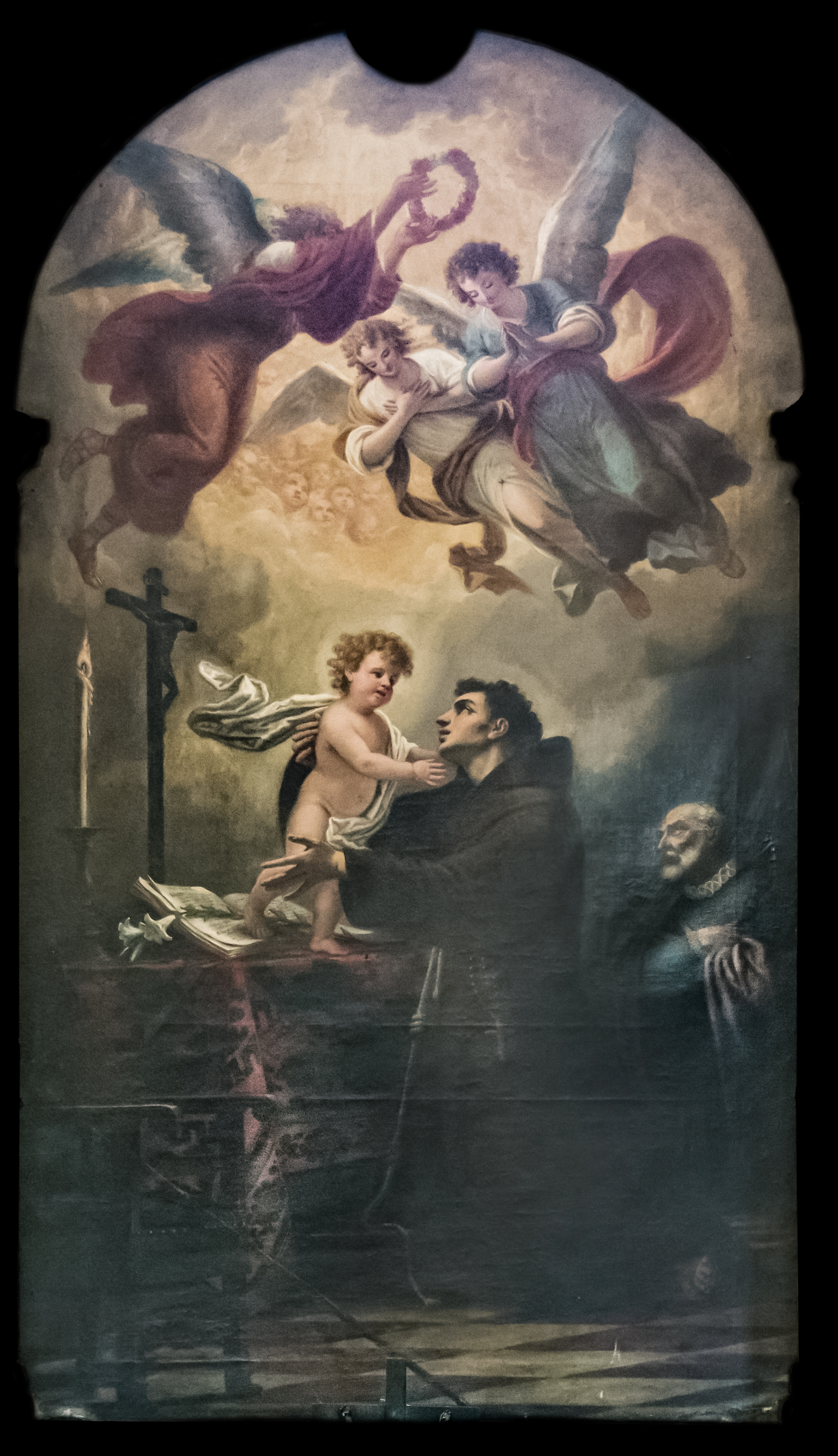
Lattanzio Querena, "San Antonio da Padova e Gesù bambino".
Bernardino Prudenti - La Sainte Trinité, Marie Madeleine de Pazzi et Saint Louis de Gonzague
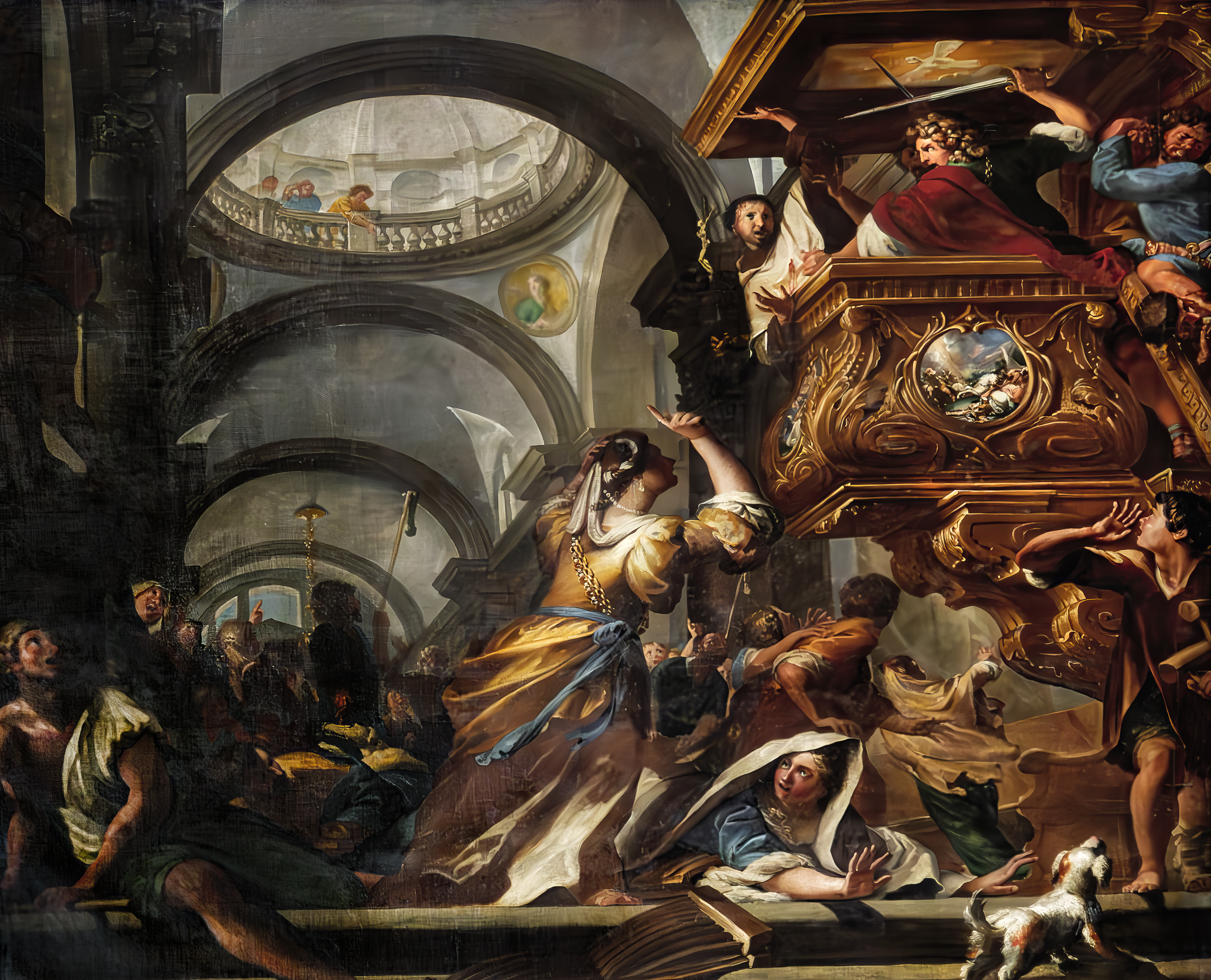
Meurtre de Sant'Angelo de Sicile  (Saint Ange de Jérusalem)
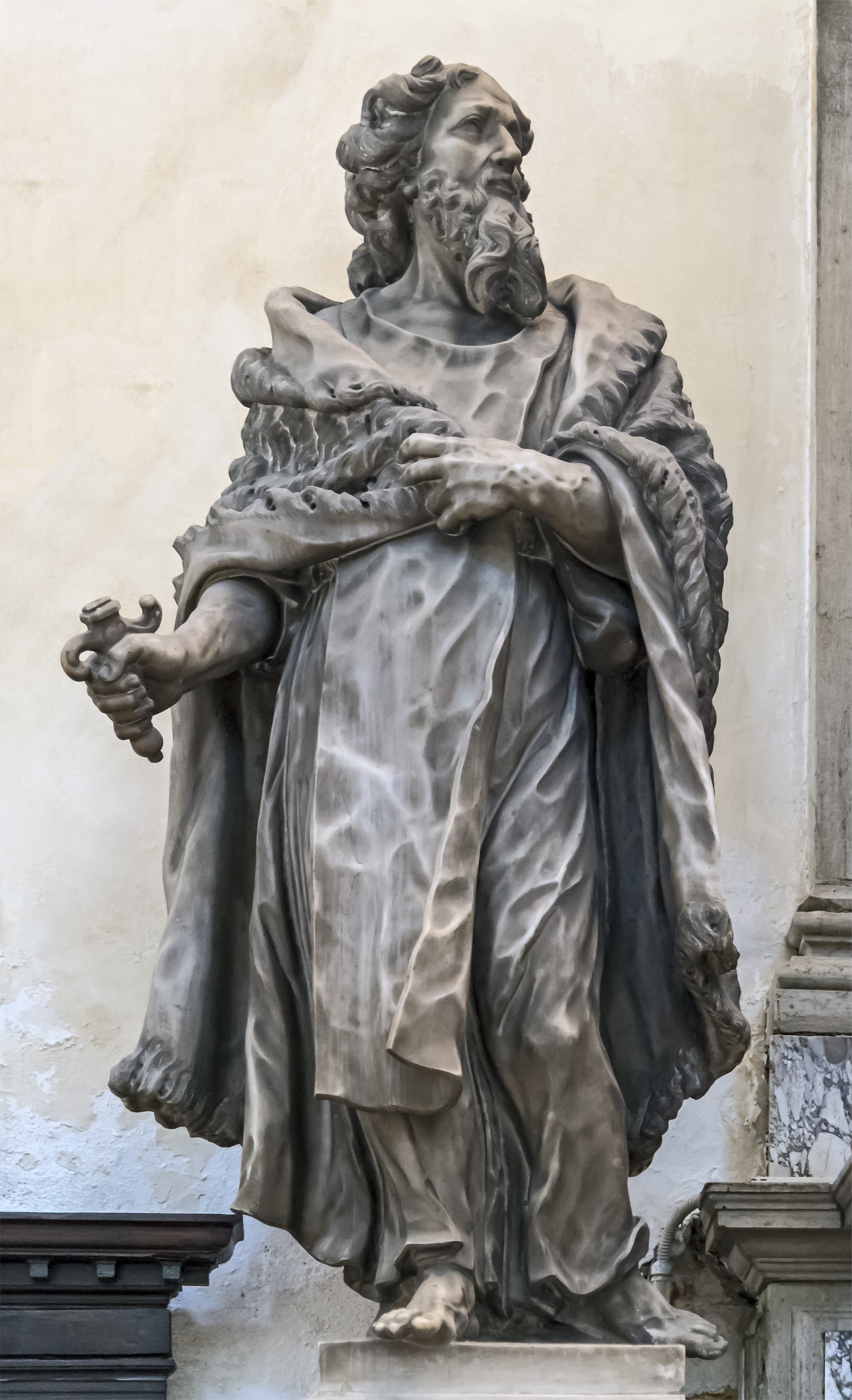
Élie par Tommaso Rues
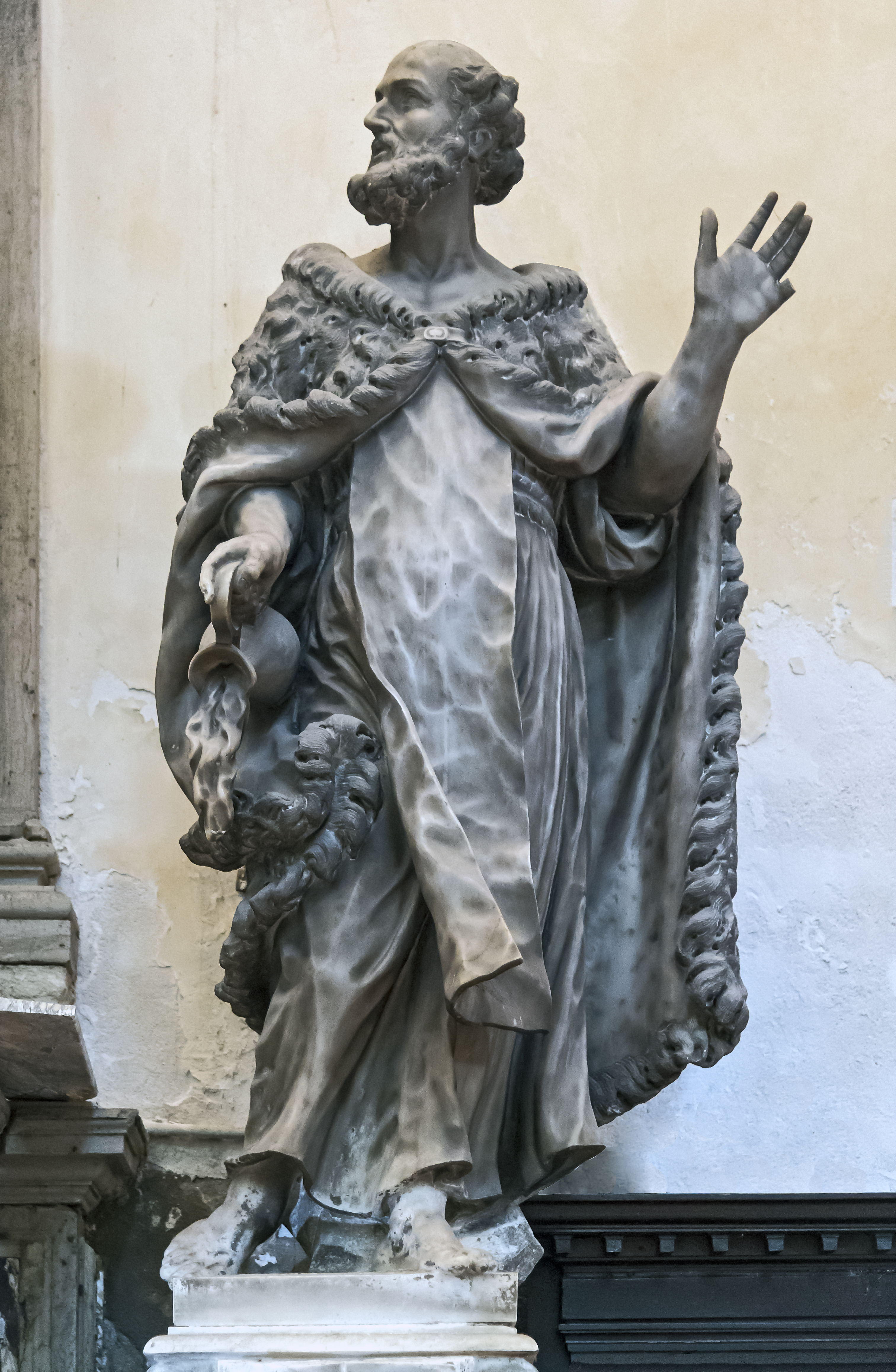
Élisée par Tommaso Rues
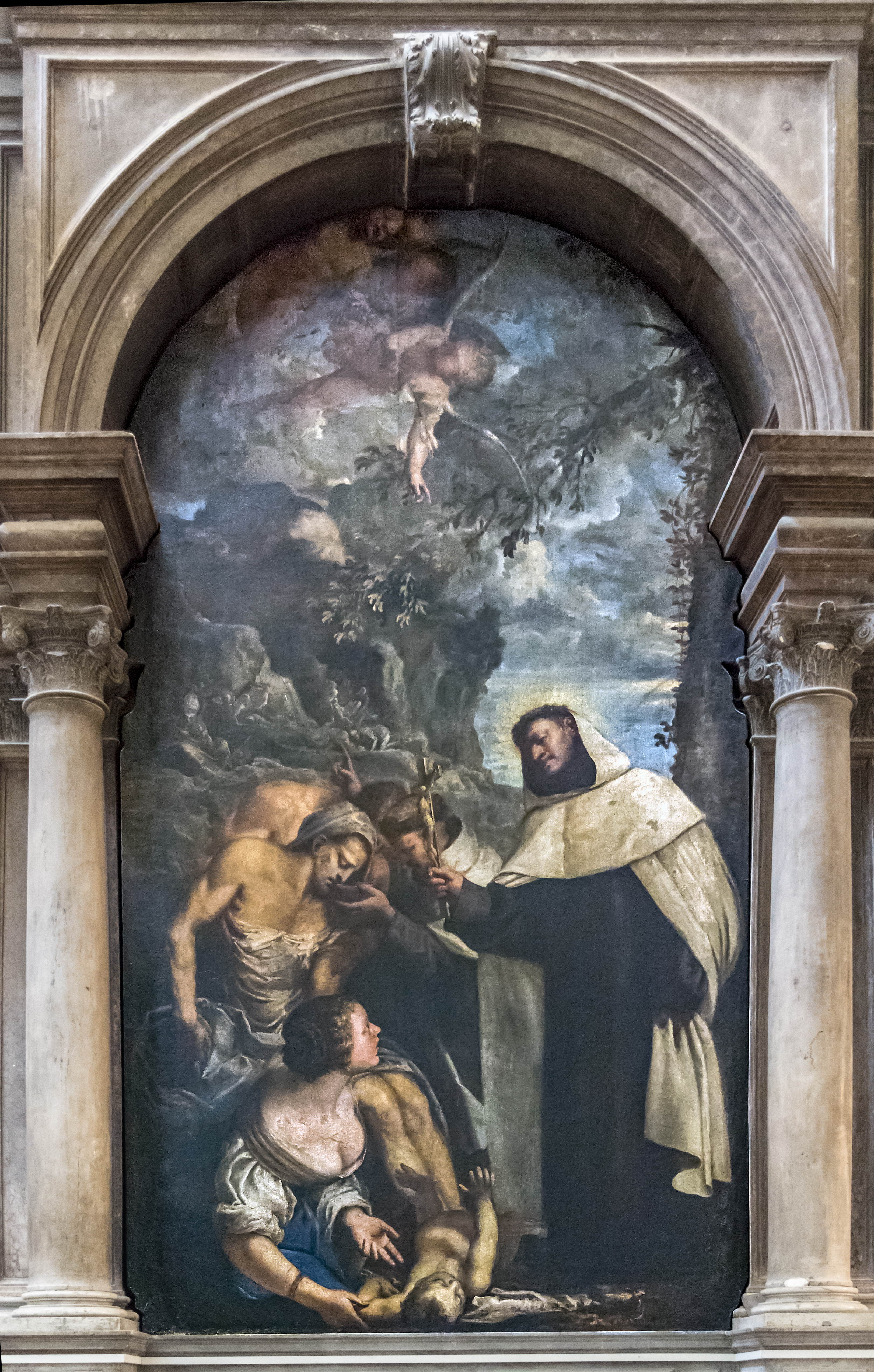
Albert de Trapani par Pietro Liberi
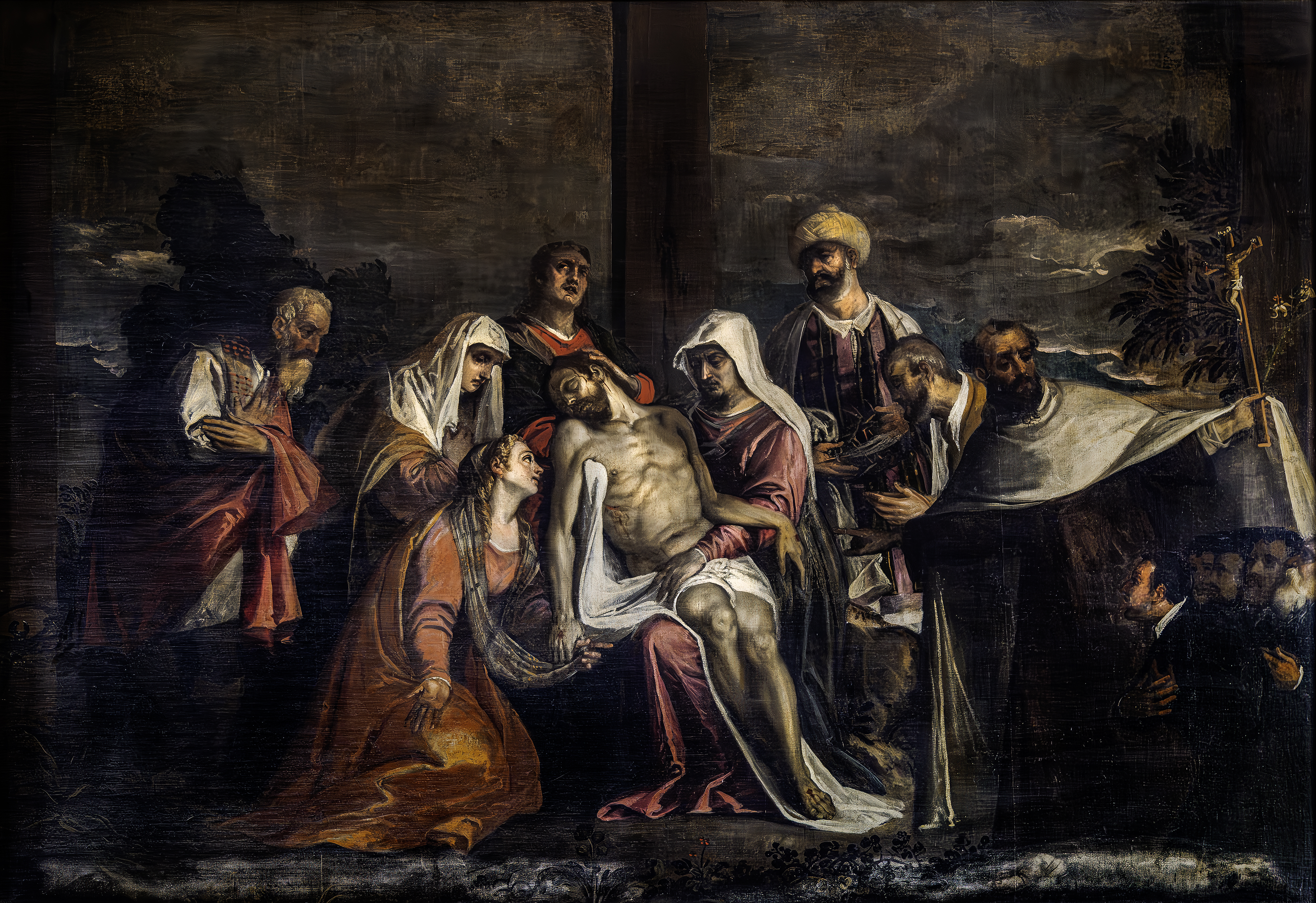
La Pietà avec Nicodème, Jean, Joseph d’Arimatie, et le carmélite Saint Albert

### Le chœur
Il est entouré de deux chapelles absidiales. La chapelle de gauche, dédiée à la vierge, Le tableau du retable est de Flaminio Grapinelli : L'éducation de la Vierge et saint Pierre. Dans le chœur, l'ange de bronze sur la balustrade est l'œuvre de Girolamo Campagna, le tabernacle est de Giovanni Scalfarotto.
Le plafond de la chapelle absidiale de droite est décorée d'une fresque intitulée la Glorifica dello Scapolare (1709) de Sebastiano Ricci. Le travail de stuc a été complété par Pietro Bianchini et conçu par Abbondio Stazio di Massagno. Dans la fresque, l'ange soutient le scapulaire et l'inscription peinte indique qu'il s'agit d'un ornement du mont Carmel.

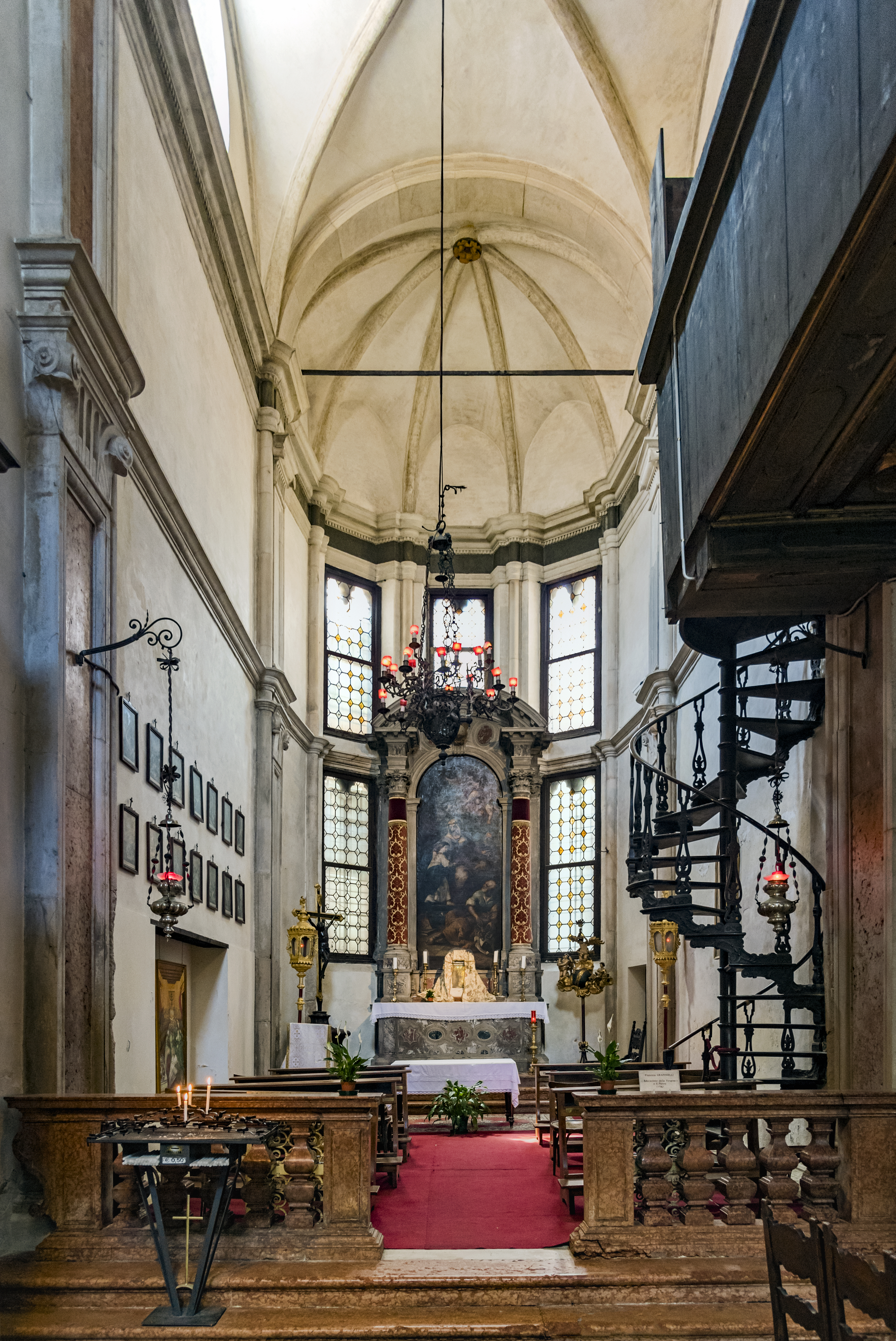
La chapelle absidiale de gauche
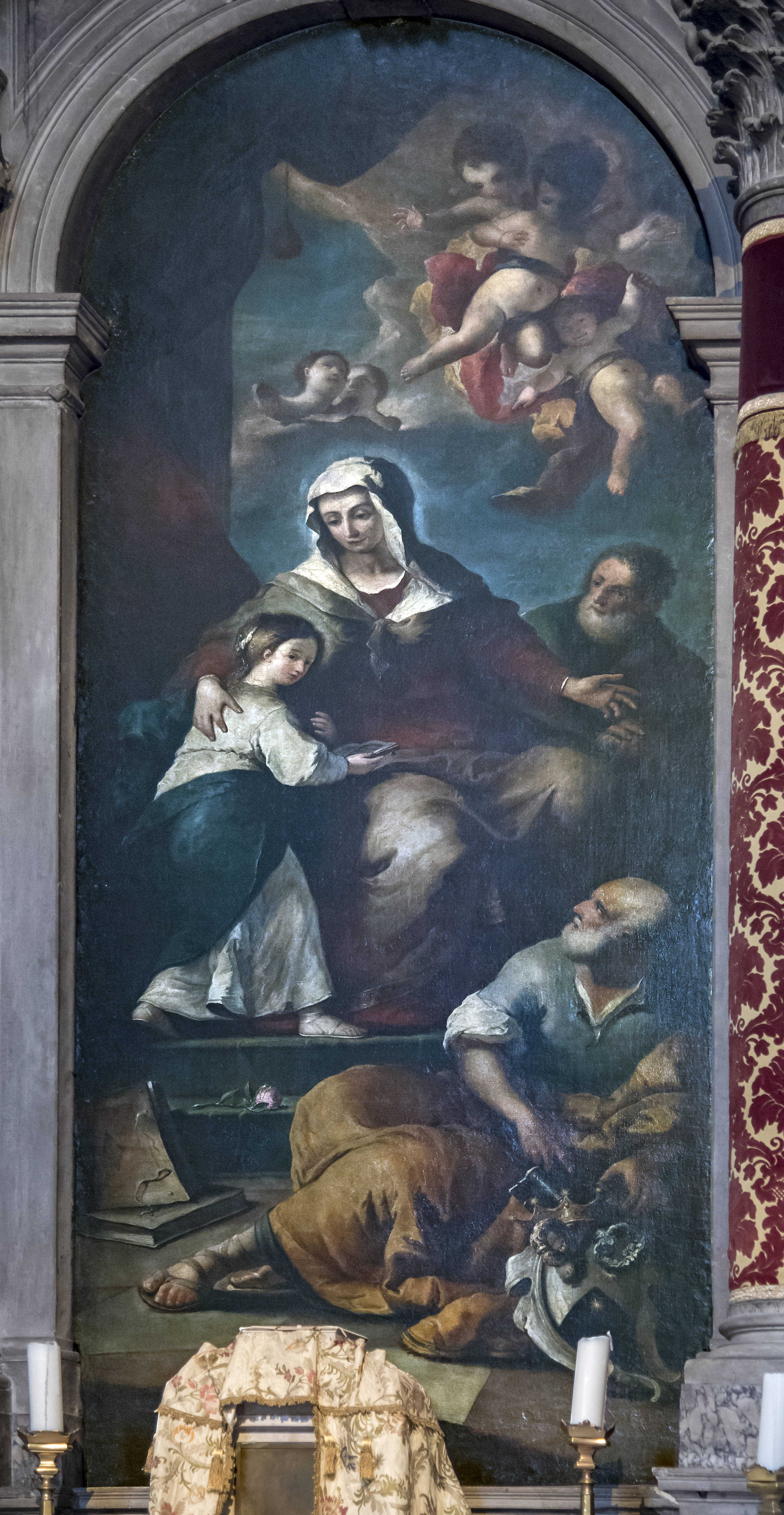
L'éducation de la Vierge et saint Pierre Flaminio Grapinelli
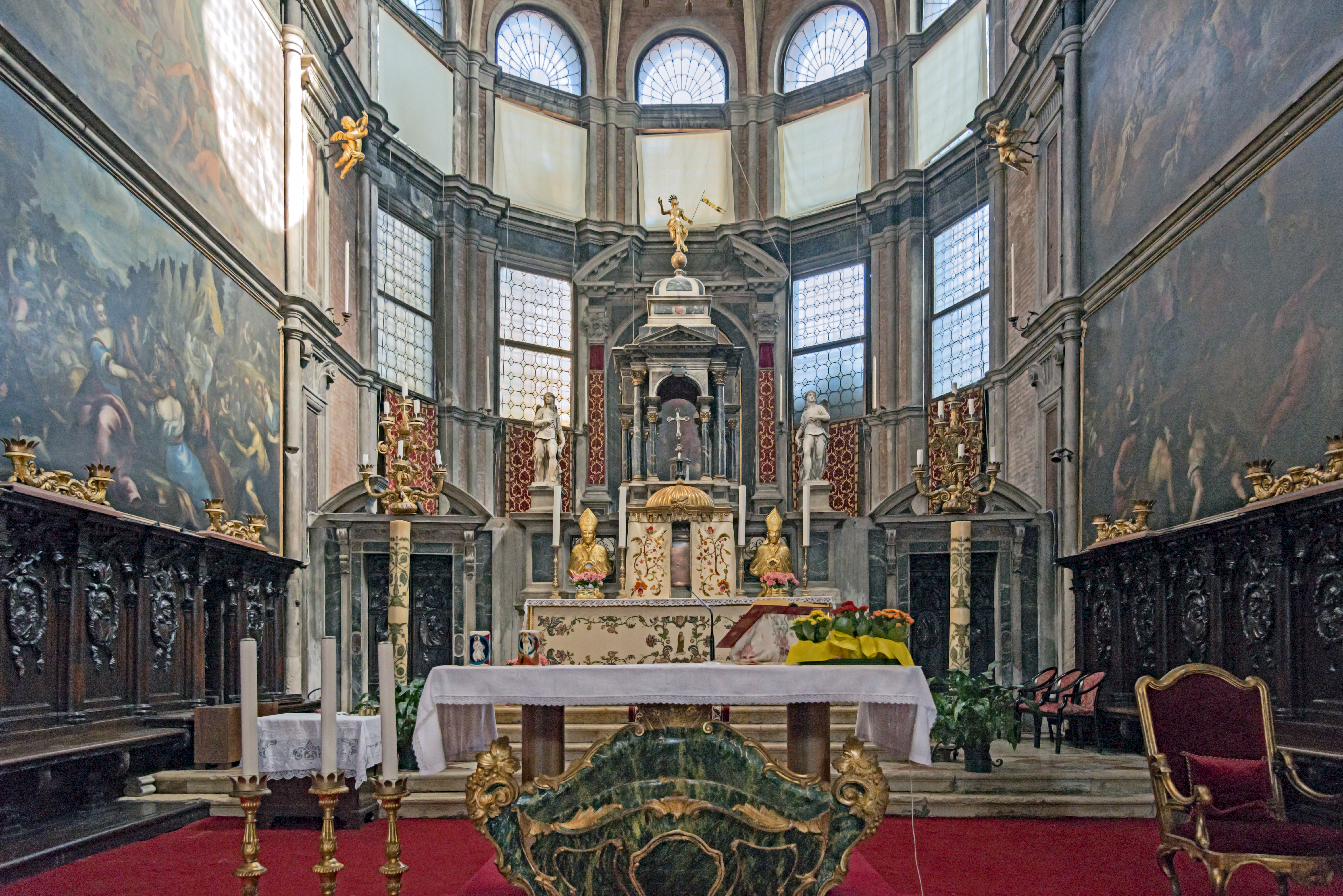
Le chœur
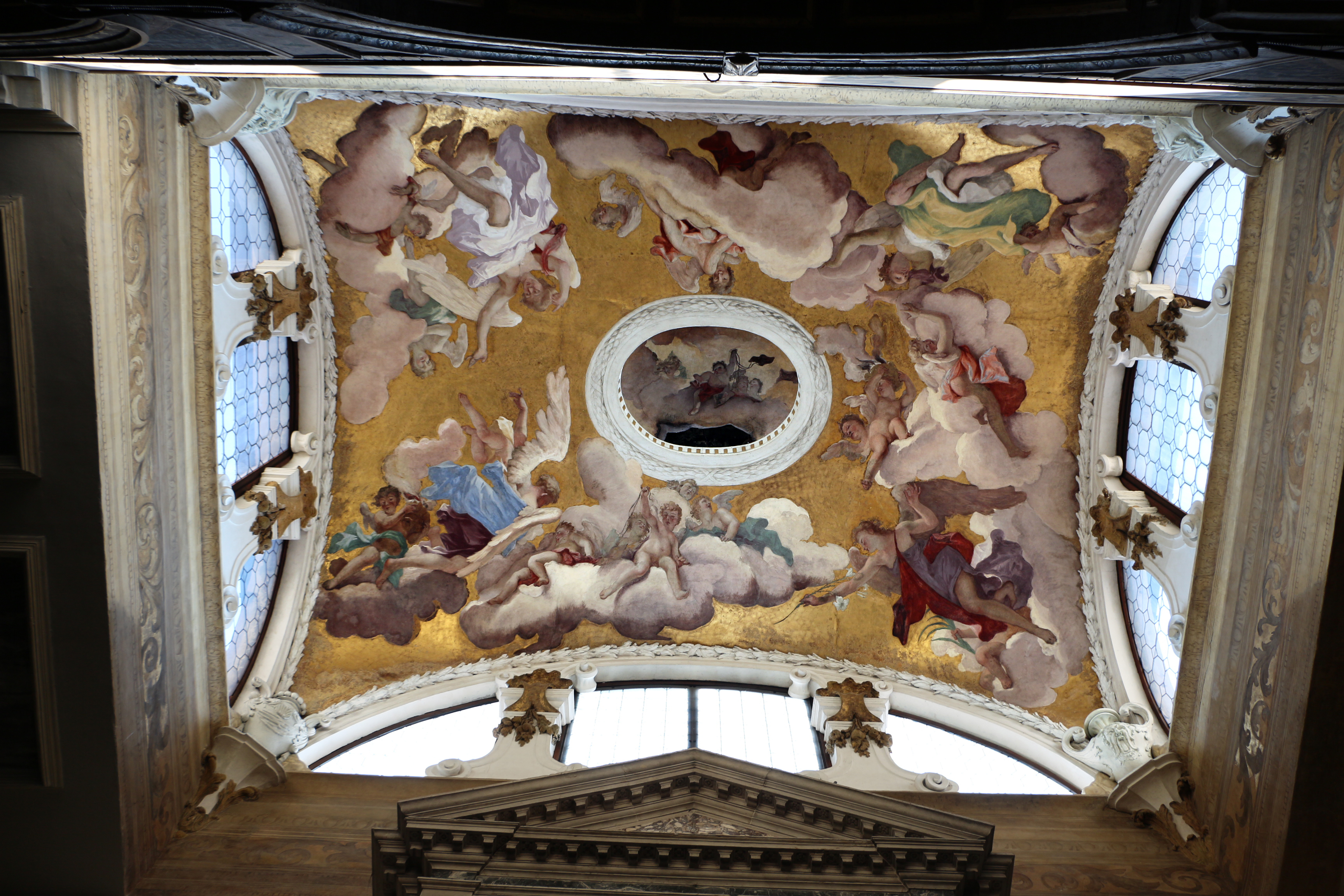
La Glorifica dello Scapolare de Sebastiano Ricci

### Partie droite de la nef
Le premier autel
Cet autel érigé en 1548 est dédié à la schola picola dei Compravendi Pesce confrérie des pécheurs et des poissonniers. Le tableau du retable montre La présentation de Jésus au temple du Tintoret.
Le deuxième autel
Le tableau du retable montre L'Adoration des bergers (1509-1511) de Cima da Conegliano
Le troisième autel
Autel de la confrérie de la Scuola Grande dei Carmini. La table du retable de Pace Pace montre Notre-Dame du Mont-Carmel (1597-1604 environ). De part et d'autre de l'autel les statues en marbre de la Virginité (à gauche) et de l'Humilité (à droite (1722-1773)) sont dues respectivement à Antonio Corradini et Giuseppe Torretti.
La chaire en bois est du XVIIIe siècle. L'orgue de la fabrique Mascioni.

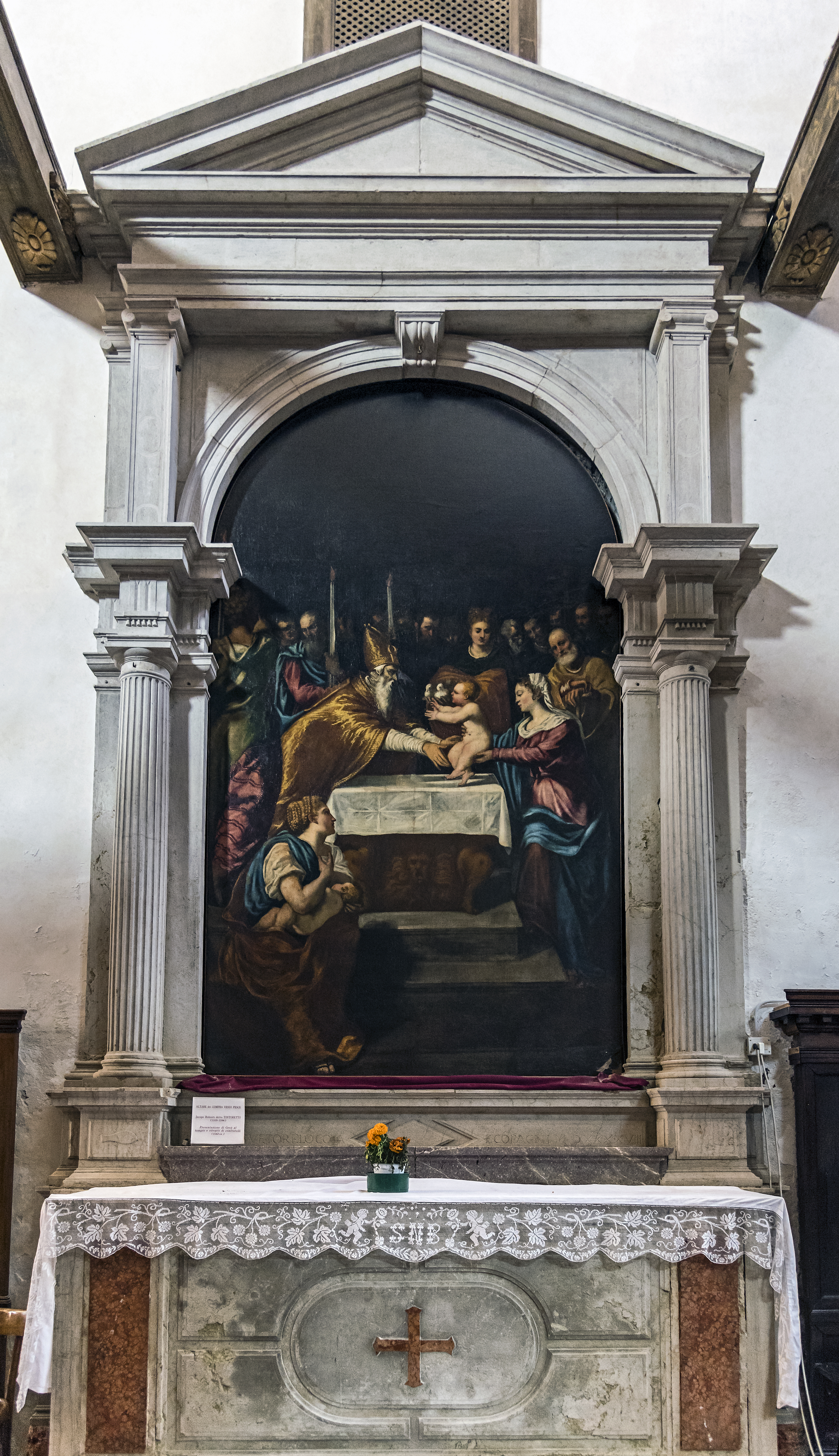
Autel de laschola picola dei Compravendi Pesce
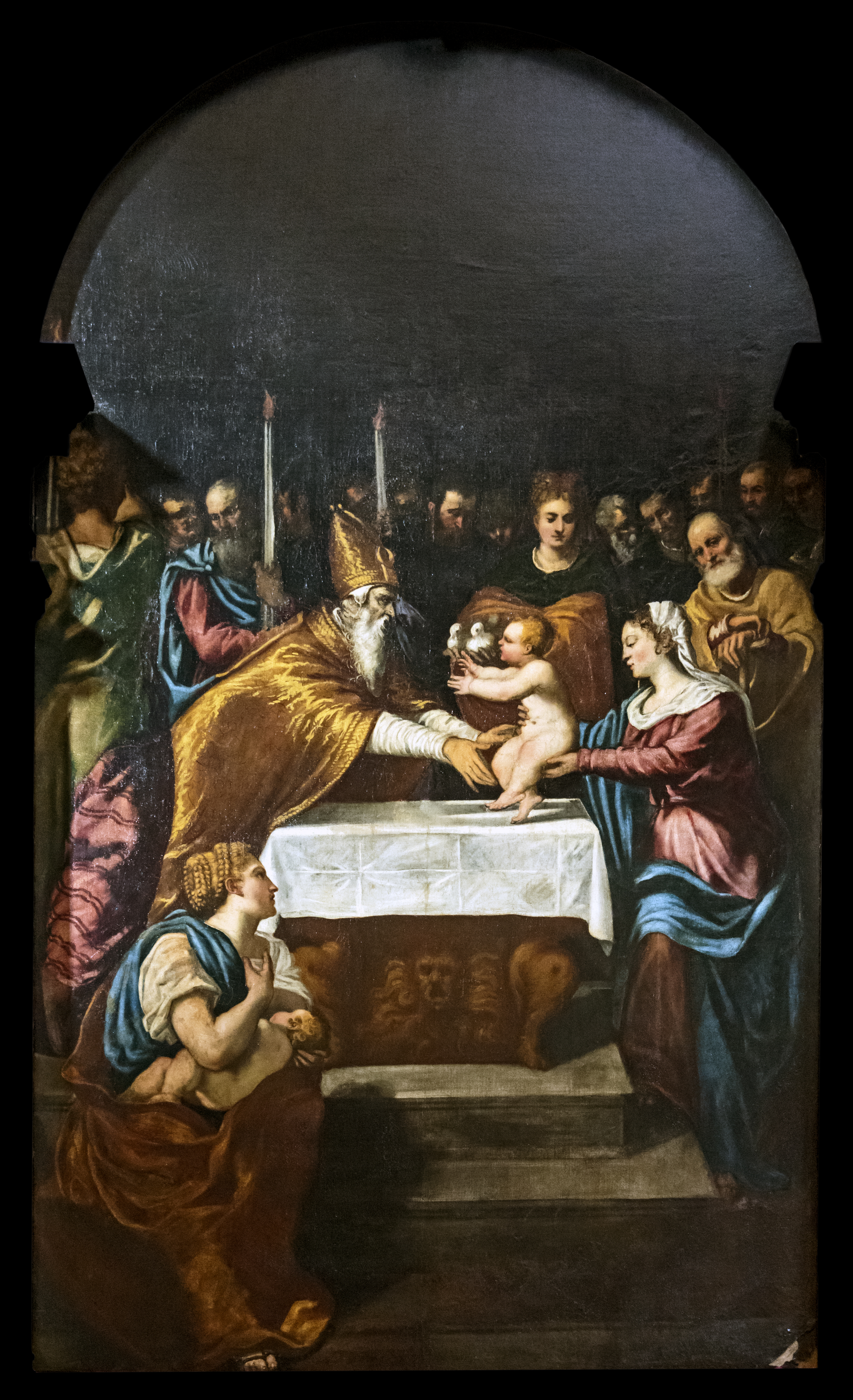
La présentation de Jésus au temple du Tintoret
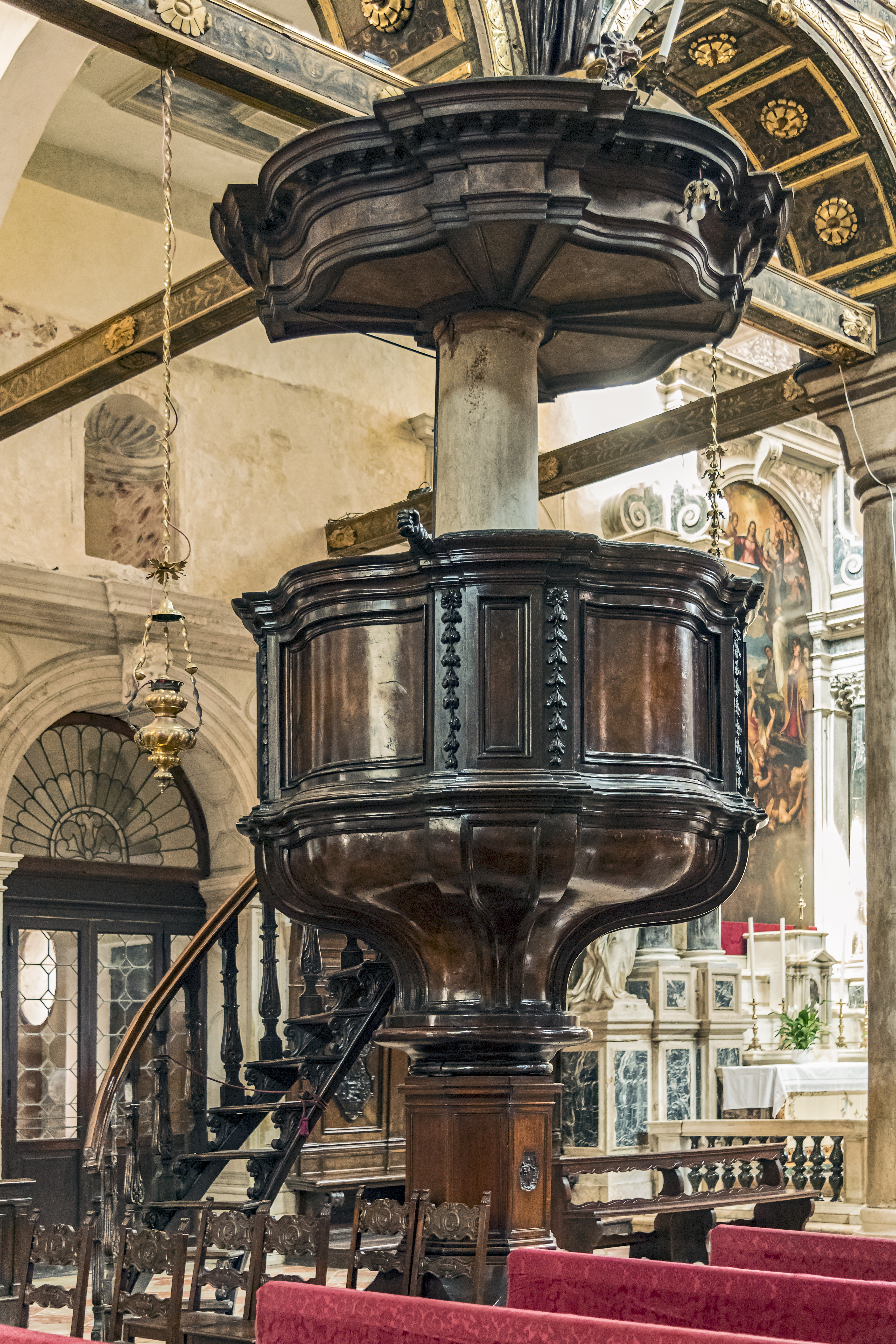
La chaire
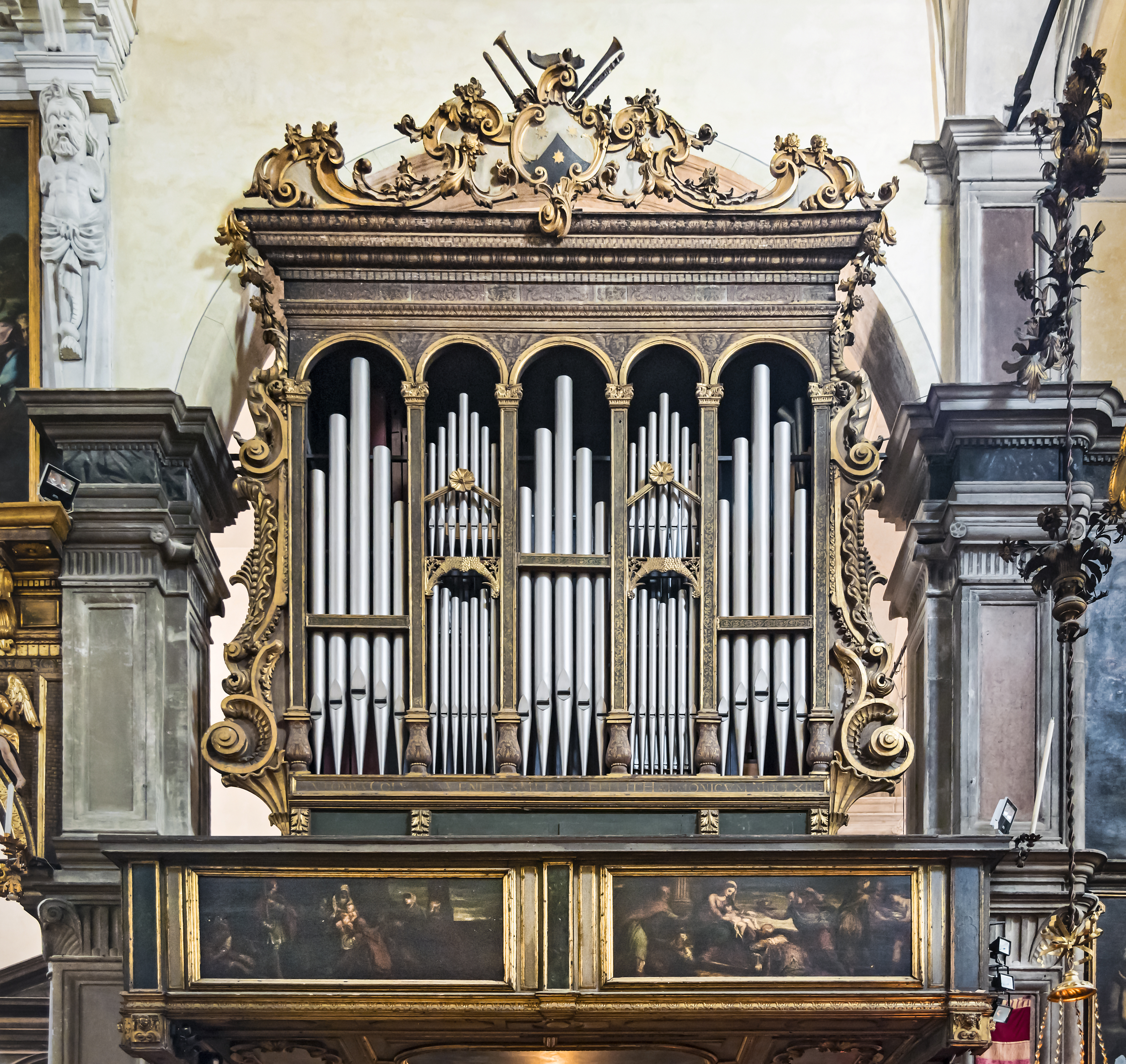
Orgue de la fabrique Mascioni (it)
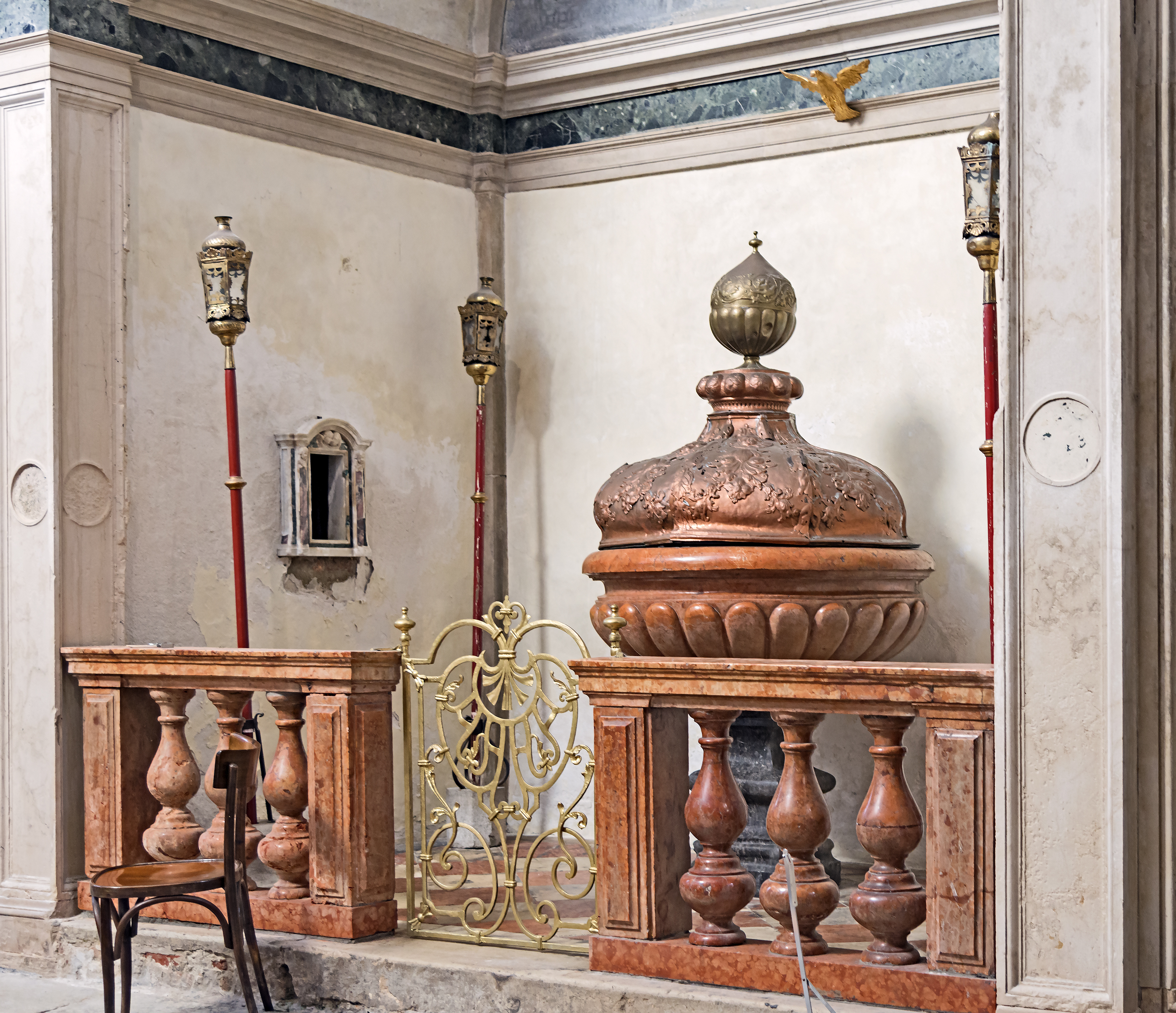
Chapelle des fonts baptismaux
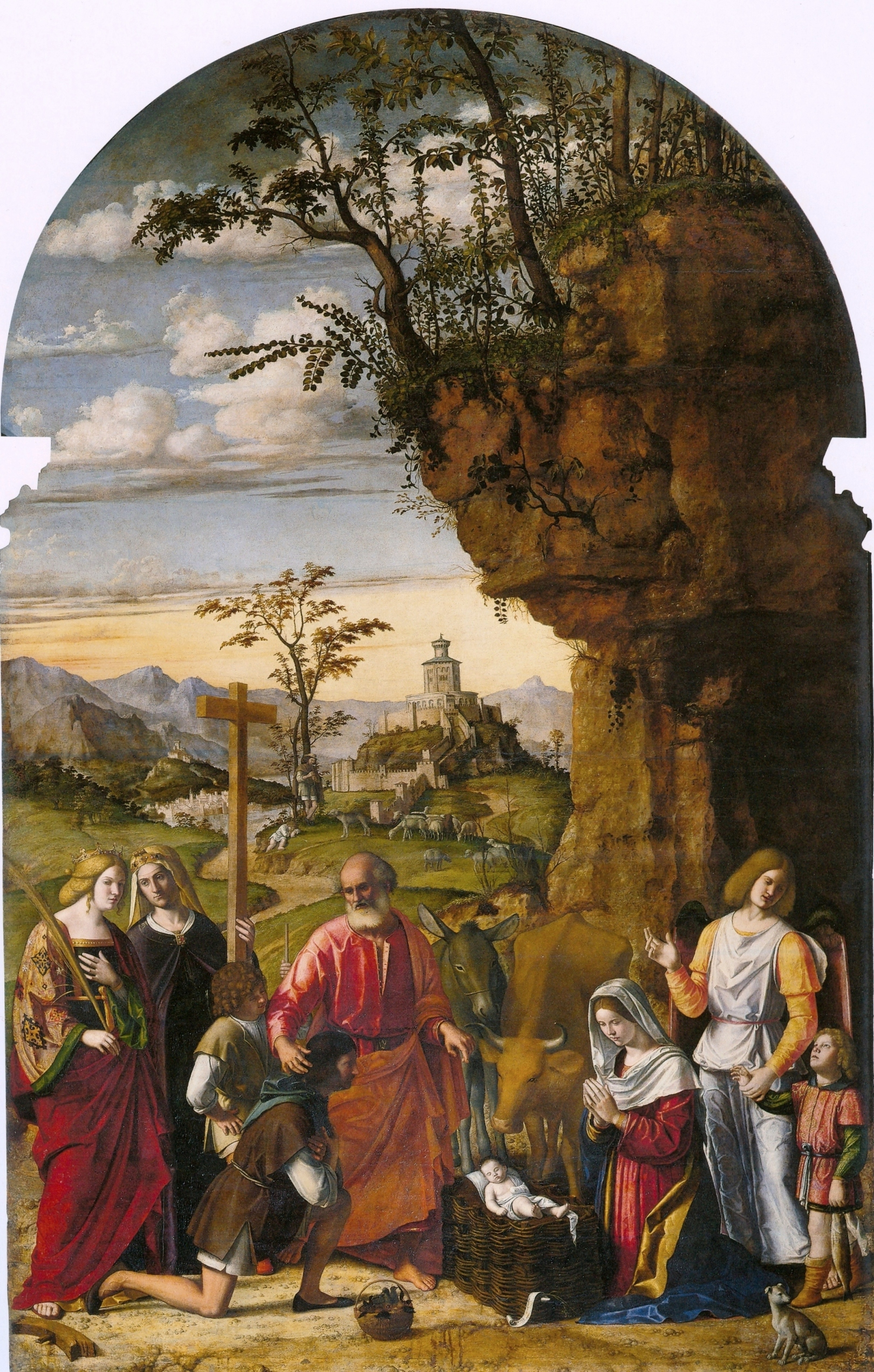
Cima da Conegliano, Adorazione dei pastori
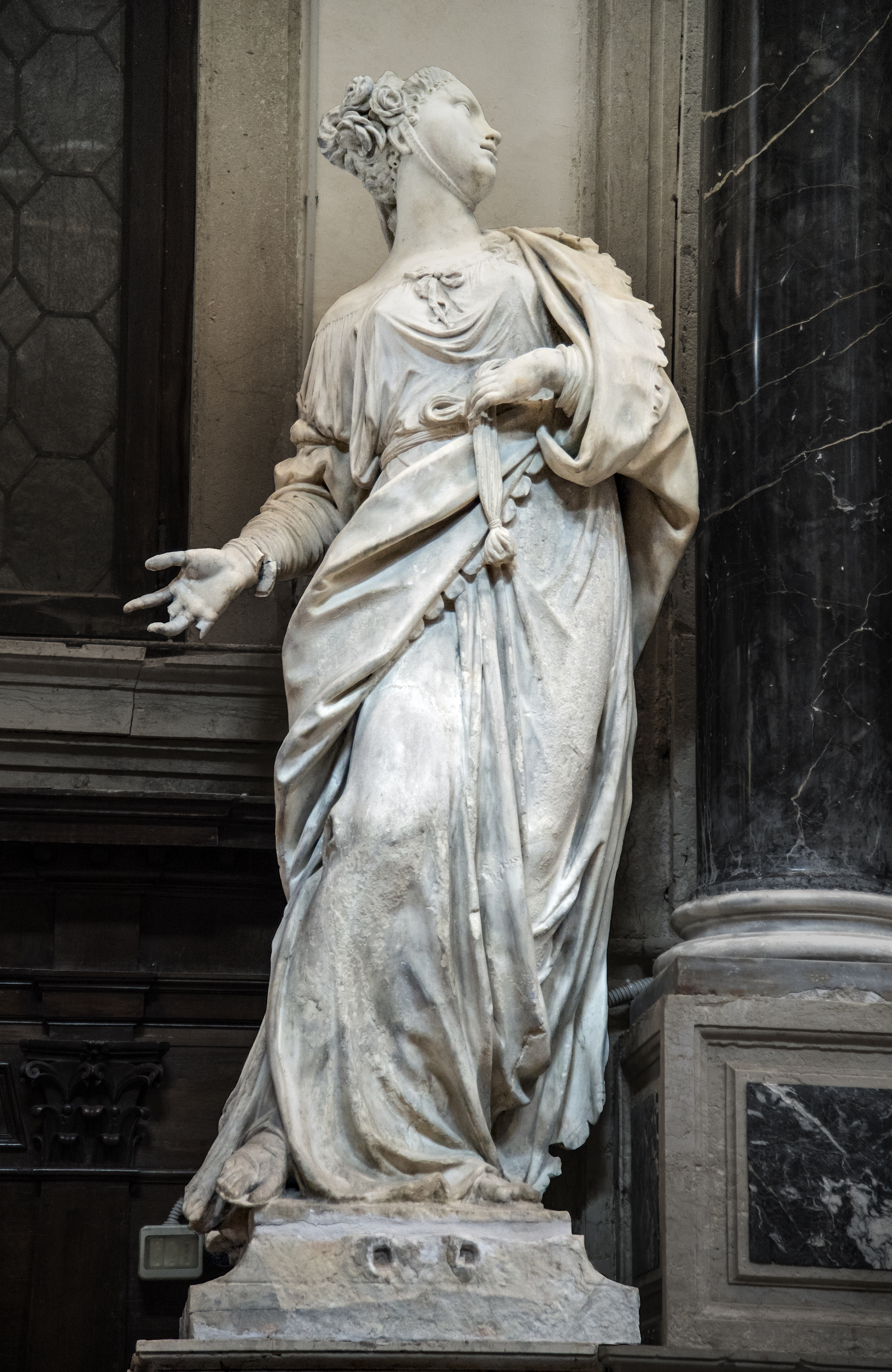
La Virginité par  Antonio Corradini
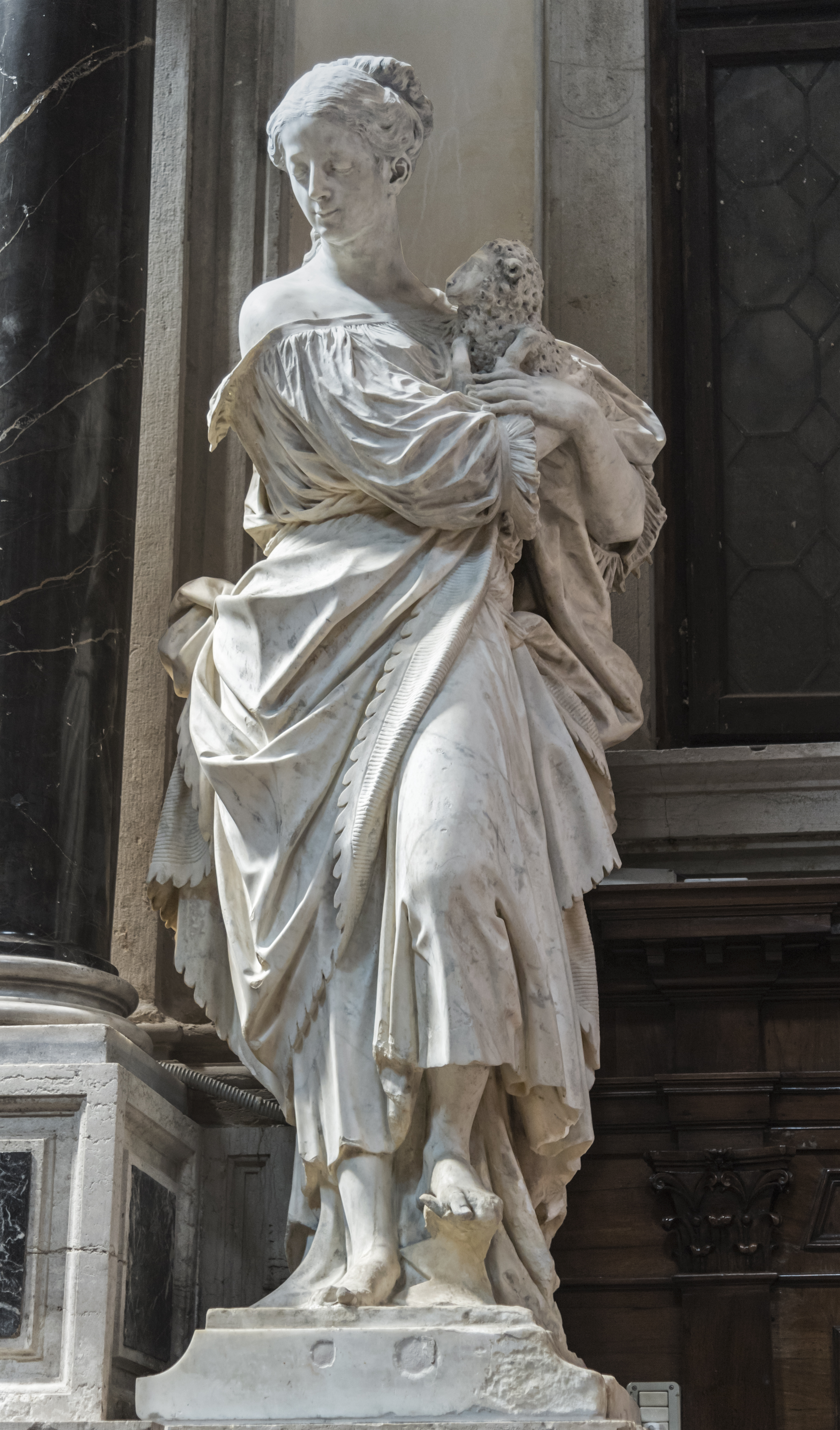
L'Humilité par Giuseppe Torretti
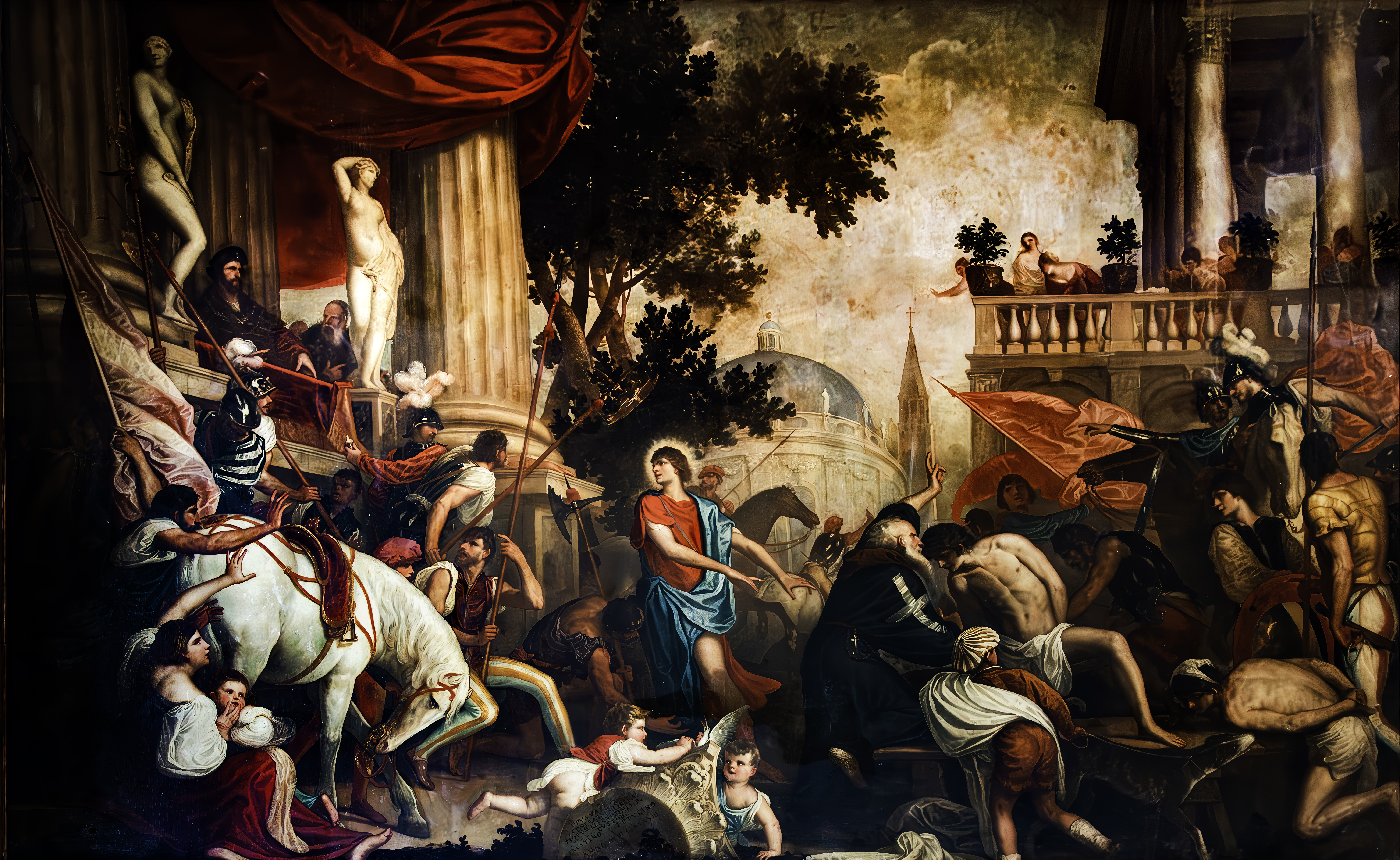
S.Liberale di Altino sauve deux condamnés innocents par Alessandro Varotari

## Œuvres déplacées
La Nativité (avec sainte Catherine, sainte Hélène, Tobie et l'archange Raphaël) de Cima da Conegliano en bois, de 300 × 185 cm, daté de 1509-1510, est aujourd'hui aux Gallerie dell'Accademia de Venise.